# Södertälje stadsscen
Södertälje stadsscen är ett komplex för teater, film konserter och uppträdanden i stadskärnan av Södertälje i Södermanland och Stockholms län.
På grund av den stora befolkningsökningen i Södertälje efter andra världskriget hade det dåvarande Folkets hus blivit för litet på 1950-talet. I samband med projekteringen av ett för tiden modernare Folkets hus inleddes ett samarbete med kommunen för att i samma byggnad uppföra scener för framträdanden. Även Statens teater- och musikråd tillstötte bidrag. Byggnaden kom därför att få den stora scenen Estrad, samt den något mindre lokalen Trombon.
I början på 2000-talet gick komplexet under namnet Telge Forum. I samband med uppförandet av Södertälje stadshus gjordes en renovering av lokalerna 2008.
På stadsscenen visas framträdanden som teater, operor, musikaler, shower och biofilmer.

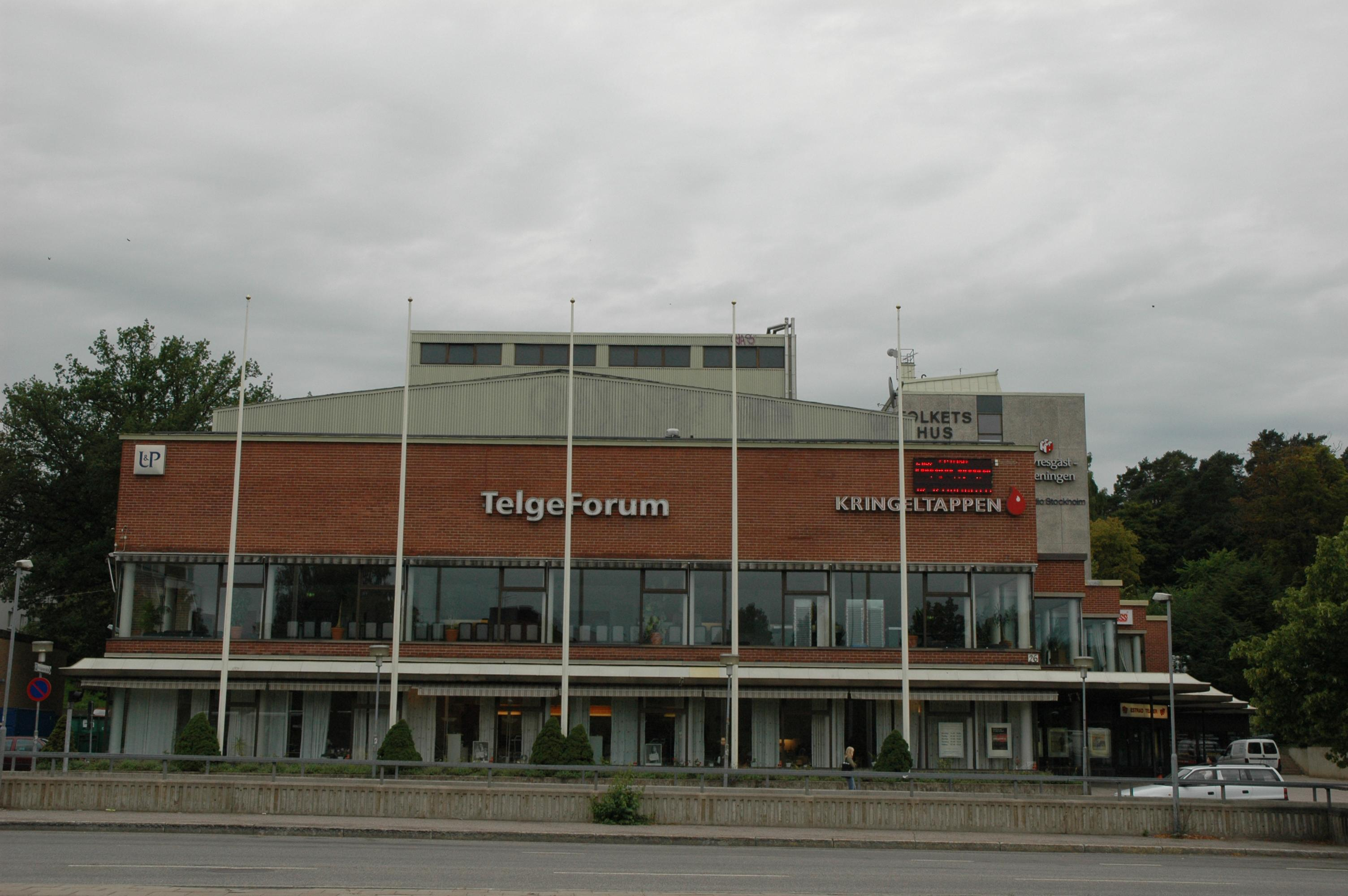
Komplexet 2005, då benämnt Telge Forum. Innan uppförandet av Södertälje stadshus
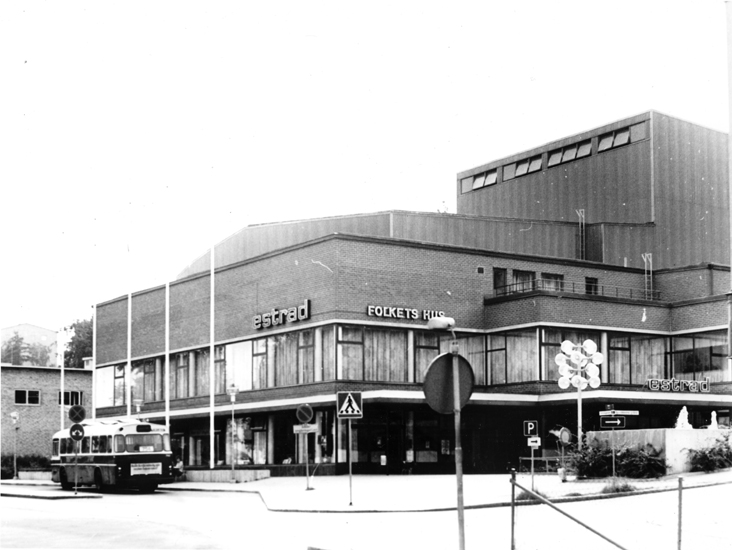
Ursprungligt utseende från 1970-tal. Entré till scenen Estrad till höger i bild